# آنتونیو داالنا
آنتونیو داالنا (انگلیسی: Antonio D'Alena؛ زادهٔ ۲۴ فوریهٔ ۱۹۹۸) بازیکن فوتبال است.